# Simon Amor
Pas d'image ? Cliquez ici

a Compétitions nationales et continentales officielles uniquement.

b Matchs officiels uniquement.
Dernière mise à jour le 9 mars 2017.
Simon Amor est un joueur de rugby à sept et à XV anglais. Il évolue avec l'équipe d'Angleterre de rugby à sept entre 2001 et 2006 en World Sevens Series et aux jeux du Commonwealth. À l'issue de sa carrière, il devient entraîneur de l'équipe d'Angleterre de rugby à sept.

## Carrière

### Joueur
Simon Amor fait ses débuts sur le circuit mondial de rugby à sept en 2001 avec l'Angleterre. En 2002, il est nommé capitaine pour la première fois de l'équipe durant le tournoi de Hong Kong avec qui il remporte le tournoi face aux Fidji (33-20). Il est retenu pour disputer les jeux du Commonwealth 2002 où l'Angleterre terminera en quart de finale, battu par les fidjiens (5-7).
En 2004, il est nommé meilleur joueur du monde de rugby à sept. En 2005, l'Angleterre remporte la médaille de bronze à la coupe du monde après avoir été éliminé en temps additionnel face aux Fidji (19-19 à la fin du temps réglementaire). Il dispute les jeux du Commonwealth 2006 et l'Angleterre remporte la médaille d'argent après avoir perdu en finale face à la Nouvelle-Zélande (29-21).

### Entraîneur
En 2009, il devient l’entraîneur de l'équipe d'Angleterre féminin pour la coupe du monde 2009, qui échoue en quart de finale face à l'Australie (10-17). En 2013, il prend la place de Ben Ryan à la tête de l'équipe d'Angleterre. 
En 2015, il nommé entraineur de l'équipe de Grande-Bretagne pour les premiers jeux olympiques de l'histoire du rugby à sept se déroulant en 2016. La Grande-Bretagne termine à la seconde place après avoir échoué en finale face aux Fidji (7-41).
En 2020, il est nommé entraîneur de l'attaque de l'équipe d'Angleterre de rugby à XV dans le nouveau staff d'Eddie Jones.

## Palmarès

### En tant que joueur
- Deuxième aux jeux du Commonwealth en 2006
- Troisième ex aequo à la coupe du monde en 2005
- Meilleur joueur du monde en 2004

### En tant que entraîneur
- Deuxième aux jeux olympiques en 2016 (avec la Grande-Bretagne)